# بريمة (مبين)

تعديل مصدري - تعديل

بريمة هي إحدى قرى عزلة الادبعة بمديرية مبين التابعة لمحافظة حجة، بلغ تعداد سكانها 142 نسمة حسب تعداد اليمن لعام 2004.